# Sergio Mattarella

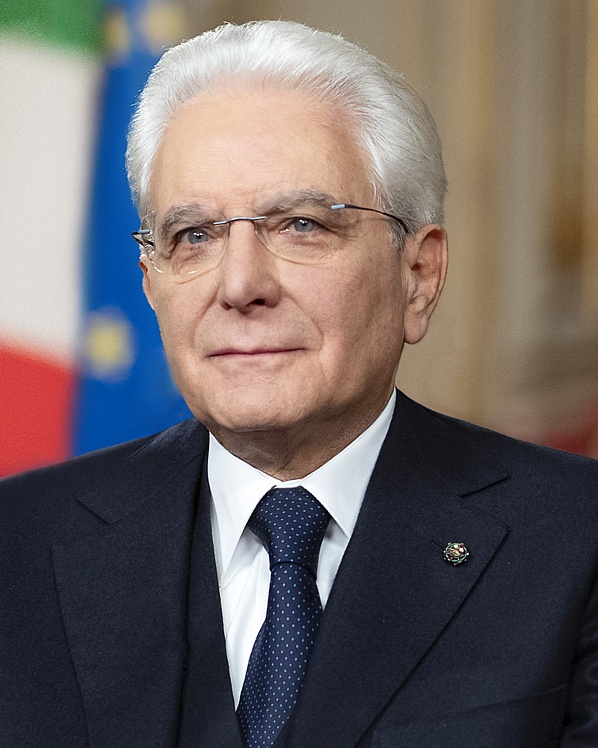
Sergio Mattarella (2022)

Sergio Mattarella (* 23. Juli 1941 in Palermo auf Sizilien) ist ein italienischer Jurist und Politiker (PD). Er ist seit dem 3. Februar 2015 der zwölfte Präsident der Italienischen Republik.
Zuvor war er von 1983 bis 2008 Mitglied der italienischen Abgeordnetenkammer, von 1989 bis 1990 Bildungsminister, von 1999 bis 2001 Verteidigungsminister und von 2011 bis 2015 Verfassungsrichter.

## Privates
Mattarella stammt aus einer linkskatholischen Familie. Sein Vater Bernardo war in den 1950er und 1960er Jahren mehrmals Minister der Democrazia Cristiana (DC). Sein älterer Bruder Piersanti Mattarella war Präsident der Autonomen Region Sizilien und wurde 1980 von der sizilianischen Mafia ermordet. Im Jahr 1964 schloss Sergio Mattarella sein Studium der Rechtswissenschaften an der Universität Rom ab. Bevor er in die Politik ging, lehrte er Parlamentsrecht an der Universität Palermo.
Mattarella war mit Marisa Chiazzese bis zu deren Tod im Jahr 2012 verheiratet. Das Paar hat drei Kinder. Bei Staatsbesuchen und wichtigen Anlässen wird er oft von seiner Tochter Laura Mattarella begleitet. Sie wird deshalb auch als First Lady bezeichnet.

## Politische Karriere
Mattarella trat nach der Ermordung seines Bruders in die DC ein und wurde bei den Parlamentswahlen 1983 erstmals in die Camera dei deputati (Abgeordnetenkammer) gewählt. Innerhalb der DC wurde er zum linksorientierten Parteiflügel gezählt, der sich zu Aldo Moros politischem Kurs bekannt hatte. 1987 wurde er Minister für Beziehungen zum Parlament, 1989 Bildungsminister in der Regierung Andreotti VI. Von diesem Amt trat er 1990 aus Protest gegen das Gesetz Legge Mammì zurück. Mattarella sah in dem Gesetz die Gefahr, dass das italienische Privatfernsehen durch Silvio Berlusconis Firma Fininvest monopolisiert würde. Der neue politische Sekretär der DC, Mino Martinazzoli, betraute Mattarella 1992 mit der Herausgeberschaft der Parteizeitung „Il Popolo“.
Von April bis September 1993 war Mattarella stellvertretender Vorsitzender des parlamentarischen Ausschusses für institutionelle Reformen. In dieser Zeit brachte er einen Vorschlag für eine Reform des italienischen Wahlgesetzes ins Parlament ein. Hintergrund war das erfolgreiche Referendum vom 18. April 1993, in dem sich die Mehrheit der Wähler dafür ausgesprochen hatte, das bis dahin gültige Verhältniswahlrecht, das für häufig instabile Mehrheitsverhältnisse im Parlament mitverantwortlich gemacht wurde, abzuschaffen. Mit dem von Mattarella vorgeschlagenen Gesetz wurde erstmals in Italien ein Mehrheitswahlrecht eingeführt (für drei Viertel der Sitze in der Camera dei deputati; die übrigen wurden weiter nach Proporz vergeben), zudem eine Sperrklausel von 4 Prozent. Das Gesetz, das bei den Parlamentswahlen 1994, 1996 und 2001 zur Anwendung kam, wurde vom Politikwissenschaftler Giovanni Sartori in Anlehnung an seinen Urheber „Mattarellum“ genannt (was auch an mattarello, das italienische Wort für „Nudelholz“ erinnert). Es markierte – zusammen mit einem Umbruch im Parteiensystem und dem Eintritt Silvio Berlusconis in die Politik – den Übergang von der italienischen „Ersten“ zur „Zweiten Republik“.

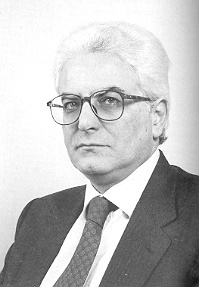
Sergio Mattarella (1994)

Bei der Parlamentswahl 1994 zog Mattarella für die DC-Nachfolgepartei Partito Popolare Italiano (PPI) in die Abgeordnetenkammer ein, wo er den Wahlkreis Sizilien 1 vertrat. In der Legislaturperiode bis 1996 war er stellvertretender Vorsitzender des Ausschusses für Verfassungsfragen sowie des parlamentarischen Untersuchungsausschusses zum Terrorismus in Italien. Auf dem Parteitag der PPI im Juli 1994 lehnte er die Wahl Rocco Buttigliones zum Parteichef der PPI ab, weil dieser eine Allianz mit Berlusconis Partei Forza Italia anstrebte. Mattarella befürwortete hingegen eine Koalition mit den Democratici di Sinistra (Linksdemokraten). Als Buttiglione die Wahl gewann, trat Mattarella als Chefredakteur der Parteizeitung „Il Popolo“ zurück. Ab 1995 unterstützte er eine Kandidatur von Romano Prodi an der Spitze eines Mitte-links-Bündnisses unter Einschluss von Linksdemokraten und Kommunisten. Mit dieser Haltung konnte er sich schließlich in der PPI durchsetzen und Buttiglione trat mit seinem Flügel aus der Partei aus. 1995 gehörte Mattarella zu den Gründern des L’Ulivo-Bündnisses, das mit Prodi als Spitzenkandidat die Parlamentswahl am 21. April 1996 gewann.
Vom 21. Oktober 1998 bis 21. Dezember 1999 war Mattarella unter dem Ministerpräsidenten Massimo D’Alema stellvertretender Regierungschef. Anschließend hatte er vom 22. Dezember 1999 bis 20. Juni 2001 das Amt des Verteidigungsministers in den Kabinetten D’Alema II und Amato II inne. Nach der Wahl 2001 war das Mitte-links-Lager in der Opposition gegen die zweite Regierung Berlusconis. Mattarella war stellvertretender Vorsitzender bzw. von 2002 bis 2003 Vorsitzender des Ausschusses für Gesetzgebung sowie von 2001 bis 2006 Sprecher der Margherita-Fraktion im Ausschuss für auswärtige und EG-Angelegenheiten. Die PPI fusionierte 2002 mit mehreren kleineren Parteien zu Democrazia è Libertà – La Margherita, der Mattarella anschließend angehörte.
Im Jahr 2006 wurde er zum siebten und letzten Mal als Abgeordneter in die Abgeordnetenkammer gewählt. Anschließend war er Vorsitzender des gerichtlichen Personalausschusses und Sprecher der Fraktion Partito Democratico–L’Ulivo im Außen- und Europaausschuss. Mattarella gilt als einer der Gründungsväter des Partito Democratico (PD), die als Mitte-links-Sammelpartei aus dem L’Ulivo-Bündnis hervorgegangen ist und in der auch die Margherita-Partei aufging. 2007 war er einer der Autoren des Gründungsmanifests der PD. Bei der Parlamentswahl 2008 trat Mattarella nicht mehr zur Wiederwahl an.

## Verfassungsrichter

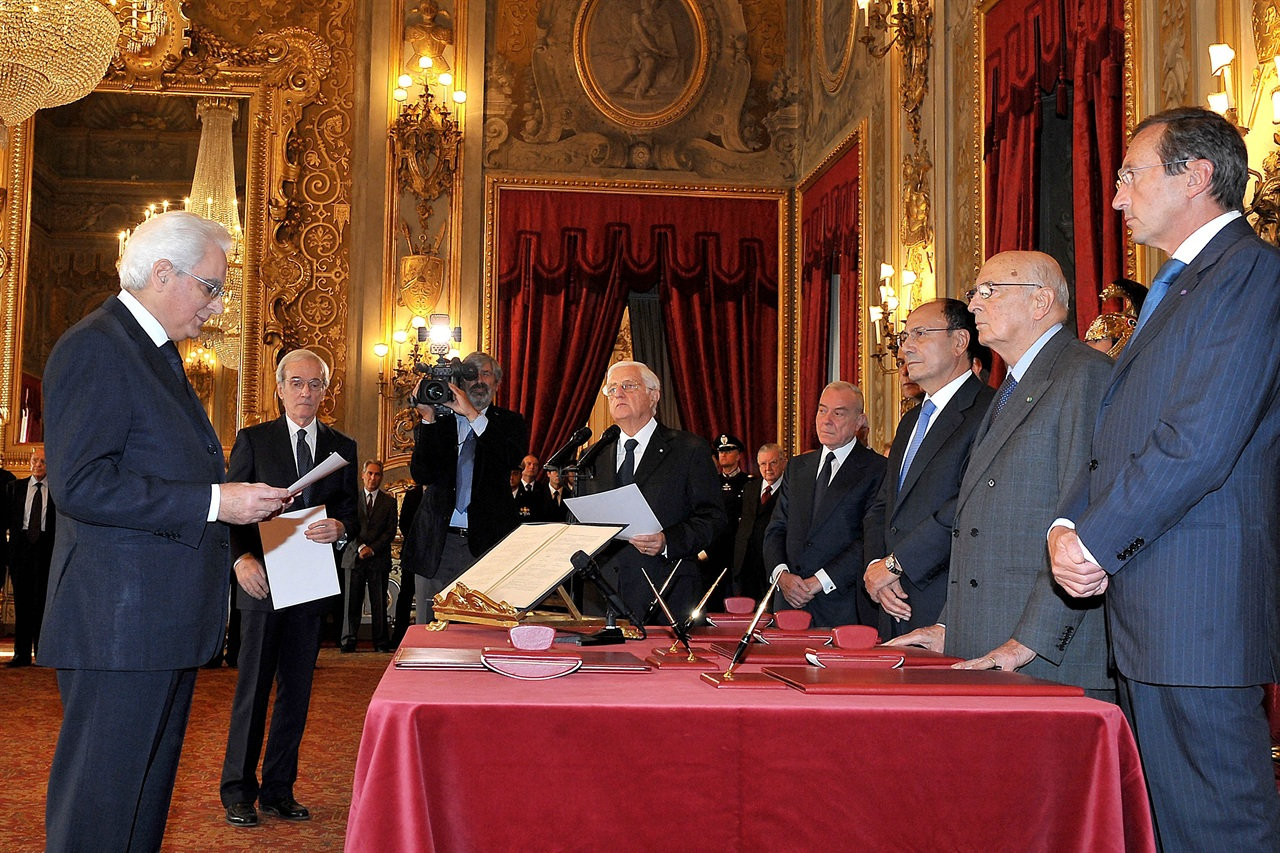
Sergio Mattarella während der Vereidigung nach der Wahl zum Verfassungsrichter am 11. Oktober 2011

Mattarella, der seit Mai 2009 Mitglied des Selbstverwaltungsorganes der Verwaltungsgerichtsbarkeit gewesen war, wurde am 5. Oktober 2011 auf Vorschlag des Partito Democratico (PD) vom italienischen Parlament zum Richter am Verfassungsgerichtshof gewählt.

## Staatspräsident

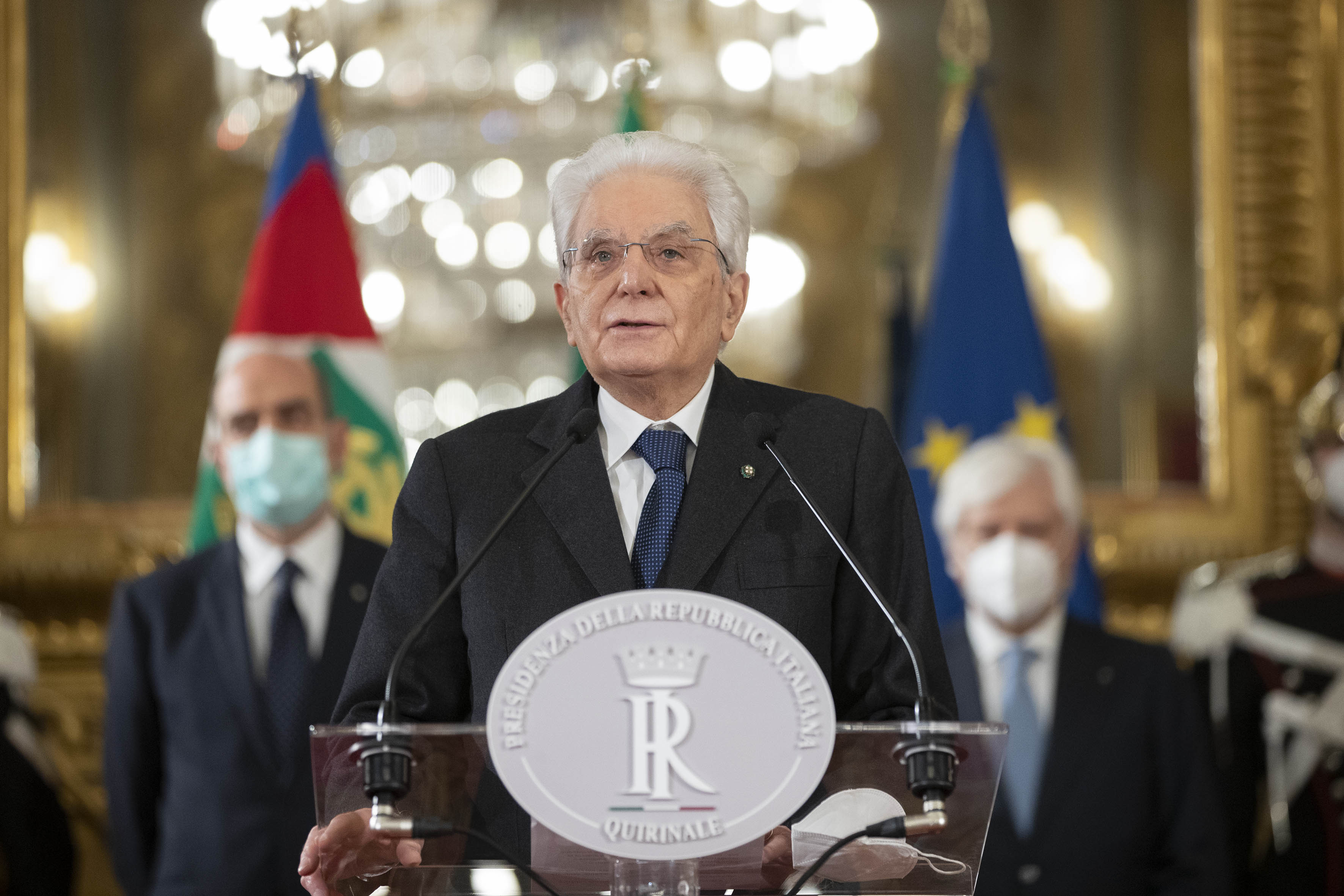
Sergio Mattarella bei einer Ansprache im Quirinalspalast am 29. Januar 2021

Am 31. Januar 2015 wurde Mattarella in gemeinsamer Sitzung von Abgeordnetenkammer und Senat sowie von Vertretern der italienischen Regionen (1009 Wahlberechtigte) im vierten Wahlgang mit 665 von 995 abgegebenen Stimmen zum italienischen Staatspräsidenten gewählt. Matteo Renzi, Regierungschef und PD-Vorsitzender, hatte ihn als Nachfolger des zurückgetretenen Giorgio Napolitano vorgeschlagen. Mattarella wurde am 3. Februar 2015 vereidigt. Mattarella amtiert länger als je ein italienischer Präsident vor ihm.
Im Oktober 2021 gab er mit Blick auf seine im Januar 2022 endende Amtszeit als Präsident zu verstehen, dass er keine begrenzte Verlängerung oder eine zweite Amtszeit wünsche. In diesem Sinne schien Mattarella zustimmend auf Vorschläge seiner Vorgänger Antonio Segni und Giovanni Leone hinzuweisen, die ein verfassungsrechtlich verankertes Wiederwahlverbot sowie die Abschaffung des sogenannten „weißen Semesters“ gefordert hatten.
Nach sieben ergebnislosen Wahlgängen zur Wahl eines neuen Präsidenten kamen am 29. Januar 2022 die Parteivorsitzenden aller an der Koalition unter Ministerpräsident Mario Draghi beteiligten Parteien zusammen. Danach erklärte der frühere Innenminister Matteo Salvini von der Lega sich bereit, eine Wiederwahl Mattarellas zu unterstützen, wenn auch nicht aus Überzeugung, sondern aus Einsicht in die Notwendigkeit. Mattarella wurde am gleichen Tag erneut zum Staatspräsidenten gewählt. Mit 759 von 1009 möglichen Stimmen erzielte er das zweitbeste Ergebnis bei einer Wahl zum Staatspräsidenten. Nur Sandro Pertini konnte 1978 mit 832 mehr Stimmen hinter sich vereinigen.
Sergio Mattarella führte seit seinem Amtsantritt als Staatspräsident folgende offizielle Auslandsreisen durch:
- 2015: Deutschland und Belgien, Frankreich, Vatikanstadt, Slowenien und Kroatien, Spanien, Tunesien, Serbien und Montenegro, Vereinigtes Königreich, Malta, Österreich, Deutschland, Vietnam und Indonesien und Oman, Frankreich, Vatikanstadt
- 2016: Vereinigte Staaten, Äthiopien und Kamerun, Libanon, Bosnien und Herzegowina, Rumänien, Slowenien, Mexiko, Bulgarien, Israel und Palästina
- 2017: Griechenland, Spanien, China, Russland, Argentinien und Uruguay, Kanada, Griechenland, Malta, Finnland, Portugal
- 2018: Slowenien, Portugal, Irland, Lettland und Estland und Litauen, Georgien und Aserbaidschan, Armenien, Lettland, Vatikanstadt, Griechenland, Frankreich, Schweden
- 2019: Deutschland, Angola, Jordanien, Frankreich, Schweiz, Österreich, Frankreich, Dänemark, Griechenland, Vereinigte Staaten, Deutschland
- 2020: Katar und Israel
- 2021: Frankreich, Vereinigtes Königreich, Deutschland, Slowenien, Algerien, Spanien, Vatikanstadt (1. Amtszeit)
- 2022: Frankreich, Portugal, Vatikanstadt, Vereinigte Arabische Emirate, Mosambik und Sambia, Vatikanstadt, Albanien und Nordmazedonien, Vereinigtes Königreich, Malta, Niederlande, Schweiz
- 2023: Vatikanstadt, Kenia, Polen und Slowakei, Vereinigtes Königreich, Norwegen, Frankreich, Chile und Paraguay, Portugal, Südkorea und Usbekistan, San Marino
- 2024: Zypern, Elfenbeinküste und Ghana, Bulgarien, Slowenien, Vereinigte Staaten, Irland, Frankreich, Moldau und Rumänien, Brasilien, Frankreich, Frankreich, Spanien, Deutschland, Schweiz, Polen, China, Frankreich
- 2025: Polen, Frankreich, Slowenien, Montenegro, Japan und Kasachstan, Portugal, Belgien, Luxemburg, Kroatien (Stand: August 2025)

## Ehrungen und Auszeichnungen
Als Staatspräsident ist Mattarella Chef des Verdienstordens der Italienischen Republik und vier weiterer Verdienstorden Italiens. Die Ordenskette zum Großkreuz des Verdienstordens der Italienischen Republik ist eine Amtsinsignie des Staatspräsidenten. Mattarella war bereits 2011 mit dem Großkreuz des Ordens ausgezeichnet worden, 1991 auch mit einer Verdienstmedaille für Bildung, Kultur und Kunst.
Als Staatspräsident erhielt Mattarella von anderen Staaten oder Völkerrechtssubjekten folgende Auszeichnungen:
- Collane des Päpstlichen Piusordens (17. April 2015)
- Großkreuz des griechischen Erlöser-Ordens (26. November 2015)
- Großkreuz des Verdienstordens von Kamerun (11. März 2016)
- Großkreuz des norwegischen Sankt-Olav-Ordens (6. April 2016)
- Collane des Ordens Stern von Rumänien (13. Juni 2016)
- Collane des mexikanischen Ordens vom Aztekischen Adler (4. Juli 2016)
- Bulgarischer Stara-Planina-Orden (12. September 2016)
- Collane des Verdienstordens Pro Merito Melitensi des Malteserordens (27. Oktober 2016)
- Collane des argentinischen Ordens des Befreiers San Martin (8. Mai 2017)
- Großkreuz des Ordens vom Niederländischen Löwen (20. Juni 2017)
- Honorary Companion of Honour mit Collane des maltesischen National Order of Merit (13. September 2017)
- Collane des Finnischen Ordens der Weißen Rose (27. September 2017)
- Collane des portugiesischen Ordens der Freiheit (6. Dezember 2017)
- Collane des lettischen Drei-Sterne-Ordens (3. Juli 2018)
- Collane des estnischen Ordens des Marienland-Kreuzes (4. Juli 2018)
- Collane des litauischen Ordens Vytautas des Großen (5. Juli 2018)
- Ritter des aserbaidschanischen Heydər-Əliyev-Ordens (18. Juli 2018)
- Armenischer Ruhmesorden (30. Juli 2018)
- Königlicher Seraphinenorden Schwedens (13. November 2018)
- Groß-Stern des Ehrenzeichens für Verdienste um die Republik Österreich (1. Juli 2019)
- Sonderstufe des Großkreuzes des Verdienstordens der Bundesrepublik Deutschland (19. September 2019)
- Großkreuz der französischen Ehrenlegion (5. Juli 2021)
- Collane des Ritterordens von San Marino (5. Oktober 2021)
- Collane des Nationalen Verdienstordens von Algerien (6. November 2021)
- Collane des spanischen Orden de Isabel la Católica (8. November 2021)
- Großkreuz (Grand cordon) des belgischen Leopoldsordens (1. Dezember 2021)

Sergio Mattarella ist auch Mitglied des Ritterordens vom Heiligen Grab zu Jerusalem.